# The Speed Kings
The Speed Kings er en amerikansk stumfilm fra 1913 af Wilfred Lucas.

## Medvirkende
- Ford Sterling som Papa
- Mabel Normand som Mabel
- Teddy Tetzlaff som Teddy Tetzlaff
- Earl Cooper som Earl Cooper
- Roscoe Arbuckle som Masher